# Недригайло, Валентин Михайлович
Валентин Михайлович Недригайло (5 февраля 1936 года, Краснопольский район Сумской области — 6 сентября 2005 года, Котелевский район Полтавской области) — украинский руководитель органов внутренних дел и политический деятель, генерал-полковник милиции (6 июля 1993).

## Биография
После окончания Киевского автодорожного техникума (1954) служил в Советской Армии. С 1957 года на службе в органах внутренних дел. В 1961 году окончил Киевский автодорожный институт, в 1975 году — юридический факультет Киевского государственного университета имени Т. Г. Шевченко и в 1977 году — Академию Министерства внутренних дел СССР.
В 1976—1979 годах занимал пост заместителя начальника УВД Киевской области, в 1979—1984 годах был начальником УВД Полтавской, а в 1984—1990 годах — Донецкой областей.
C 1990 года начальник УВД Киева, с 1991 года одновременно заместитель министра внутренних дел Украины. В июле 1992 года — августе 1994 года первый заместитель министра внутренних дел — начальник милиции общественной безопасности МВД Украины, покинул должность в связи с избранием народным депутатом.
Народный депутат Верховной Рады Украины II созыва (1994—1998) от Новоазовского избирательного округа № 152 Донецкой области. Баллотировался в Верховную Раду III созыва от избирательного блока «ЗУБР», затем был главным консультантом Комитета Верховной Рады по иностранным делам.
Заслуженный юрист Украины (1993), заслуженный работник МВД Украины.
Погиб в автокатастрофе близ села Малая Рублевка Котелевского района Полтавской области.